# Pectinesterase
Pectinesterase (PE) (EC 3.1.1.11) là một loại enzyme có liên quan đến thành tế bào và có ở khắp mọi nơi. Chúng có chứa một số đồng dạng (isoform) giúp tạo điều kiện cho sự thay đổi của thành tế bào thực vật và sau này là phân hủy chúng. Enzyme này được tìm thấy trong tất cả các loài thực vật bậc cao nhưng cũng có trong một số vi khuẩn và nấm. Pectinesterase hoạt động chủ yếu bằng cách thay đổi độ pH cục bộ của thành tế bào từ đó làm thay đổi tính toàn vẹn của thành tế bào.
Pectinesterase xúc tác quá trình hủy este hóa pectin thành pectat và metanol. Pectin là một trong những thành phần chính của thành tế bào thực vật. Ở thực vật, pectinesterase đóng một vai trò quan trọng trong quá trình chuyển hóa thành tế bào, chẳng hạn trong quá trình chín của quả. Ở các mầm bệnh gây hại thực vật như vi khuẩn Erwinia carotovora hay như nấm Aspergillus niger, pectinesterase có liên quan đến phá vỡ kết cấu và "làm mềm" các mô của thực vật. Pectinesterase ở thực vật cơ thể được điều chỉnh bởi các chất ức chế pectinesterase, song chúng không hiệu quả đối với các enzyme của vi sinh vật.

## Vai trò
Các nghiên cứu gần đây đã chỉ ra rằng việc biểu hiện pectinesterase có thể ảnh hưởng đến nhiều quá trình sinh lý. Trong thực vật, pectinesterase đóng một vai trò trong kiểm soát sự ổn định của thành tế bào trong quá trình chín của quả, mở rộng thành tế bào trong quá trình nảy mầm của hạt phấn và phát triển ống phấn, gây rụng (lá hoặc quả...), kéo dài thân, làm phình củ và phát triển rễ. Pectinesterase cũng đã được chứng minh là đóng một vai trò trong đáp ứng cây trồng với sự tấn công của mầm bệnh. Một pectinesterase liên quan đến thành tế bào của Nicotiana tabacum có liên quan đến sự nhận biết thụ thể tế bào chủ cho việc di chuyển protein của virus khảm thuốc lá và ta cũng đã chứng minh được rằng sự tương tác này là cần thiết cho sự di chuyển tế bào-tế bào của virus.
Hoạt động của pectinesterase đối với thành tế bào thực vật có thể tạo ra hai hiệu ứng đối nghịch nhau. Một mặt, chúng có thể đóng góp vào việc làm cứng của thành tế bào bằng cách tạo ra các khối carboxyl không este hóa và có thể tương tác với các ion calci tạo thành gel pectate. Mặt khác, sự giải phóng proton có thể kích thích hoạt động của các enzyme thủy phân trong thành tế bào lại giúp nới lỏng thành tế bào.